# Pomponio Gaurico
Pomponio Gaurico (en latín Pomponius Gauricus), (n. Gauro, Salerno, c. 1482; m. Castellammare di Stabia, 1528–1530) fue un humanista y escritor italiano ejercitado en retórica y poesía. Como actividad lúdica fue broncista. Fue autor de un tratado de escultura, el segundo conservado del siglo XV.  
Nacido en unas casas del entonces Condado de Giffoni, cerca de Salerno. Durante su infancia probablemente siguió a su padre en sus frecuentes viajes. En 1498 Gaurico estaba en Barletta, donde parece que murió su padre y es probable que desde allí se embarcara en un viaje hacia Constantinopla.
En 1501 se trasladó de nuevo a Venecia y luego a Padua, donde residía su hermano Lucas, estudiante de la Universidad, a la se también Pomponio asistió. Después de 1505 dejó Padua y se fue primero a Roma y luego a Nápoles. Allí permaneció desde 1512 hasta 1519, ocupó la cátedra de Humanidades en la universidad. Hasta 1526 desempeñó el cargo de tutor del Príncipe de Salerno y de su esposa. Además de ser un distinguido poeta.
En Padua parece que se dedicó a la escultura (bronce), en 1503, escribió su tratado De sculptura, en el que afirmaba el surgimiento del artista–científico. El advenimiento de un tipo de artista encaminado a la admiración de los modelos cláscios, vuelto hacia formas más dramáticas, y escenas donde la observación de la naturaleza adquiriera caracteres poéticos. En Padua terminó sus estudios y desde 1510 hasta 1512 es probable su estancia en Roma con su hermano Lucas. Entonces se dedicaron ambos a la astrología, materia en la que su hermano Luca Gaurico destacó extraordinariamente. Pomponio enseñó griego y latín en la "Universidad de Nápoles” entre 1512 y 1519.

## Escritos
Era un distinguido poeta, pero su importancia para la Historia del Arte se basa en su De sculptura, un tratado importante en latín escrito en Padua en 1503 y publicada la primera edición en Florencia en 1504. Está escrito en forma de un diálogo ciceroniano, en el que Gaurico instruye dos interlocutores doctos, el latinista Raffaele Regio y el filósofo y colector Tomeo Leonico, sobre el noble arte de la escultura.
Gaurico se presenta no sólo como un hombre erudito, sino también como un escultor aficionado, amigo personal de Tullio Lombardo, Andrea Riccio y Severo da Ravena. Gran parte del tratado está dedicado a los bronces, que eran populares en Padua durante el Renacimiento.
La disertación del tema se divide en dos partes bien diferenciadas: laductoria , o la creación del modelo en cera o arcilla, y el chemiché , o fundición en bronce. El chemiché se trata de una manera relativamente imprecisos, pero la ductoria , que a su vez se divide en una sección sobre DESIGNACIÓN (dibujo) y ANIMATIO (imitación), estimula un análisis largo y detallado.
El interés teórico del tratado se concentra en el DESIGNACIÓN , que va más allá de la elaboración en el sentido estricto de incluir capítulos sobre la proporción y la perspectiva, y una larga digresión sobre la fisonomía (en realidad una traducción de un texto del griego Adamancio, conocido por Gaurico a través de Giorgio Valla). Los dos capítulos sobre la proporción y la perspectiva, aunque deudores, respectivamente, de los escritos de Michele Savonarola y de la experiencia práctica de un taller contemporáneo, hacen importantes contribuciones a la idea artística del Renacimiento.
En De sculptura los otros tipos de escultura distintos del bronce sólo sirven como ocasión para exponer la terminología: por ejemplo, la antigua encaustum se identifica con el esmalte vitrificado usado por los escultores contemporáneos como el Della Robbia. Esta clasificación imaginación sirve principalmente como un marco para la última parte del tratado, que se dedica, siguiendo a Plinio el Viejo, a tratar sobre los escultores que se distinguen por las diferentes técnicas. 
Gaurico admirado, sobre todo, el arte de Donatello, pero también era consciente de los artistas menores, como Benedetto da Maiano, y jóvenes prometedores como Miguel Ángel y Giovanni Francesco Rustici.
Las citas más interesantes se encuentran en el norte los escultores italianos del norte, desde Cristoforo Solari a Giulio Mazzoni (1525 -? 1618). Los pintores Andrea Mantegna y Giulio Campagnola también se mencionan. Gaurico dedicó una parte de Latin Sylvae (1526) al segundo.
No hay ninguna prueba de que Gaurico conociera directamente los primeros escritos sobre el arte, con la excepción de los autores clásicos de la Antigüedad, como Filóstrato, Pausanias, Vitruvio y, sobre todo, Plinio el Viejo, a quien cita abundantemente. 
Su tratado fue muy poco conocido por los escritores posteriores de tratados de arte, con algunas excepciones importantes, como Alberto Durero. Él fue de nuevo descubierto por los enciclopedistas y anticuarios, para quienes se publicaron numerosas ediciones de De sculptura, en el norte de Europa desde el siglo XVI hasta el siglo XVIII.
De scultura pertenece a un nuevo género de escritos sobre arte, en un momento en el que el neoplatonismo permitía a un amplio público descubrir lo que los artistas de orientación “técnica”, de generaciones anteriores, no habían tratado en sus escritos:
- la inspiración
- la luz plena de gracia
- la personalidad artística
- Sobre todo, la analogía entre el arte y el amor.

Pero allí donde el arte-ciencia se mostraba insuficiente, otro modelo o ideal de la actividad artística se encontraba ya dispuesto: la retórica humanista. 
Nace así una nueva forma de los tratados de arte, contraria a la se había practicado hasta entonces:
- conjuntos de preceptos para los artesanos
- demostraciones de teoremas
- exposiciones de métodos
- observaciones ejemplares

Desde la nueva época los escritores humanistas ayudaron a que se atendieran principalmente a diálogos destinados a un público culto. 
Pomponio Gaurico, práctico las actividades de broncista en taller propio, era sobre todo humanista de profesión, quien había tomando la palabra en su diálogo para enseñar los rudimentos de la escultura a dos veteranos eruditos. 
Nos encontramos pues más cerca del Cortegiano de Castiglione que de la Prospectiva pingendi de Piero della Francesca, inaugurando Gáurico de este modo una nueva y sustancial etapa en la teoría de las artes.

## Otros escritos
- 1502- Physiognomia, publicada en incluido en De Sculptura(1504).
- 1502- Comentario al Arte Poética de Horacio. Incluye como epílogo las Graecarum poetarum vitae.
- 1502- Edición de Versos Latinos (epigramas, silvas, églogas) publicada en 1523 y 1526 por su hermano Lucas
- 1504- De Sculptura.
- 1504- Traduce del latín a Porfidio, Quinque Voces.
- ca. 1512- Gramática greco-latina, inédita.

- Datos: Q205847
- Multimedia: Pomponio Gaurico / Q205847